# 上村典子 (歌人)
上村 典子（うえむら のりこ、1958年11月16日 - ）は、歌人。
山口県山口市出身。サビエル高等学校を経て、ノートルダム清心女子大学文学部国文学科卒業。高校時代より作歌を始める。1985年、音短歌会に入会。1990年、作品「通過列車の風」50首で第36回角川短歌賞佳作。1991年、作品「貝寄風」50首で第37回角川短歌賞佳作。2005年、歌集『貝母』にて第14回ながらみ書房出版賞を受賞。山口県歌人協会理事を務める
。

## 著書
- 草上のカヌー(音叢書) 歌集 砂子屋書房 1993.9
- 開放弦(音叢書) 歌集 砂子屋書房 2001.3 ISBN 978-4790405542
- 貝母(音叢書) 歌集 ながらみ書房 2005.8 ISBN 978-4860233457
- 手火(音叢書) 歌集 ながらみ書房 2008.11 ISBN 978-4860235727
- 上村典子歌集(現代短歌文庫) 歌集 砂子屋書房 2011.12 ISBN 978-4790413721
- 天花(現代女性歌人叢書) 歌集 ながらみ書房 2015.8 ISBN 978-4860239626
- アペリティフの杯 歌集 本阿弥書店 2023.11 ISBN 978-4776816638